# Mesud Mohammed
Mesud Mohammed Mussa (amh. መስኡድ መሀመድ; ur. 18 lutego 1990 w Addis Abebie) – piłkarz etiopski grający na pozycji defensywnego pomocnika. Od 2022 roku jest zawodnikiem klubu Adama City FC.

## Kariera klubowa
Swoją karierę piłkarską Mesud rozpoczął w klubie EEPCo. W sezonie 2007/2008 zadebiutował w jego barwach w pierwszej lidze etiopskiej. W 2010 roku przeszedł do Ethiopian Coffee, w którym grał do 2018. Wraz z nim wywalczył mistrzostwo Etiopii w sezonie 2010/2011 i dwa wicemistrzostwa w sezonach 2013/2014 i 2015/2016. W sezonie 2018/2019 grał w Jimma Aba Jifar FC, a w latach 2019-2021 w Sebeta City FC. W 2021 wrócił do Jimma Aba Jifar FC. W 2022 przeszedł do Adama City FC.

## Kariera reprezentacyjna
W reprezentacji Etiopii Mesud zadebiutował 8 czerwca 2008 roku w przegranym 1:2 meczu eliminacji do MŚ 2010 z Rwandą rozegranym w Addis Abebie. W 2022 roku został powołany do kadry na Puchar Narodów Afryki 2021. Rozegrał na nim dwa mecze grupowe: z Republiką Zielonego Przylądka (0:1) i z Kamerunem (1:4).